# Латинізація грузинської мови

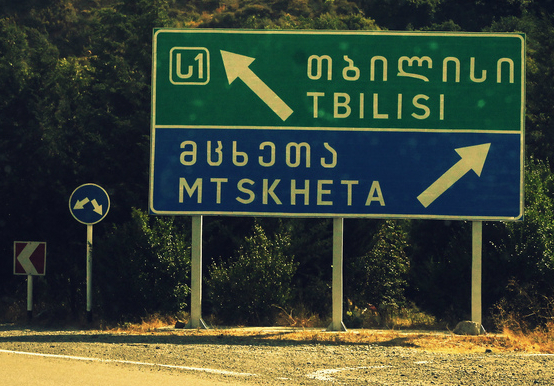
Латинізовані назви Тбілісі й Мцхета

Латинізація грузинської мови — процес транслітерації грузинської мови з грузинської писемності на латинську.

## Національна система латинізації Грузії
Ця система, прийнята в лютому 2002 р. Державним департаментом геодезії та картографії Грузії та Інститутом лінгвістики Національної академії наук Грузії, встановлює систему транслітерації грузинських літер латинськими літерами. Система вже використовувалась з 1998 року на водійських правах. Вона також використовується BGN і PCGN з 2009 року.

## Неофіційна система романізації
Незважаючи на свою популярність, ця система часом призводить до двозначності. Система в основному використовується в соціальних мережах, форумах, чатах тощо. На систему значного впливу впливає загальноприйнята грузинська розкладка клавіатури, яка зв’язує кожну клавішу з кожною літерою алфавіту (сім з них: T, W, R, S, J, Z, C за допомогою клавіші Shift до зробити ще один лист).

## Стандарт ISO
ISO 9984: 1996, "Транслітерація грузинських символів на латинські символи", востаннє переглядався та підтверджувався в 2010 році.  Керівними принципами стандарту є:
- Немає краток, тобто одна латинська буква на грузинську літеру (крім апострофа типу "Висока кома від центру" ( ISO 5426 ), який відображається [3] на "Поєднання коми вгорі праворуч" (U + 0315) в Unicode, для приголосні приголосні, тоді як викидні не позначені, наприклад: კ → k, ქ → k̕
- Розширені символи в основному латинські букви з Кароном (HACEK - ž, š, C, C, ǰ), за винятком «г» Macron ღ → хат. Архаїчними розширеними символами є ē, ō та ẖ (h з рядком внизу).
- Не використовуйте великі літери, оскільки це не відображається в оригінальному письмі, а також щоб уникнути плутанини із заявленими популярними спеціальними транслітераціями символів керона як великих літер. (наприклад, შ як S для š)

## Таблиця транслітерації
| Грузинські літери | IPA       | Національна система (2002) | BGN/PCGN (1981—2009) | ISO 9984 (1996) | ALA-LC (1997) | Неофіційна система | Транслітерація Картвело |
| ----------------- | --------- | -------------------------- | -------------------- | --------------- | ------------- | ------------------ | ----------------------- |
| ა                 | /ɑ/       | a                          | a                    | a               | a             | a                  | a                       |
| ბ                 | /b/       | b                          | b                    | b               | b             | b                  |                         |
| გ                 | /ɡ/       | g                          | g                    | g               | g             | g                  | g                       |
| დ                 | /d/       | d                          | d                    | d               | d             | d                  |                         |
| ე                 | /ɛ/       | e                          | e                    | e               | e             | e                  | e                       |
| ვ                 | /v/       | v                          | v                    | v               | v             | v                  | v                       |
| ზ                 | /z/       | z                          | z                    | z               | z             | z                  | z                       |
| ჱ                 | /eɪ/      |                            | ey                   | ē               | ē             |                    | ej                      |
| თ                 | /tʰ/      | t                          | t'                   | t̕               | t'            | T or t             | t                       |
| ი                 | /i/       | i                          | i                    | i               | i             | i                  | i                       |
| კ                 | /kʼ/      | kʼ                         | k                    | k               | k             | k                  | ǩ                       |
| ლ                 | /l/       | l                          | l                    | l               | l             | l                  | l                       |
| მ                 | /m/       | m                          | m                    | m               | m             | m                  | m                       |
| ნ                 | /n/       | n                          | n                    | n               | n             | n                  | n                       |
| ჲ                 | /i/, /j/  |                            | j                    | y               | y             |                    | j                       |
| ო                 | /ɔ/       | o                          | o                    | o               | o             | o                  | o                       |
| პ                 | /pʼ/      | pʼ                         | p                    | p               | p             | p                  | p̌                       |
| ჟ                 | /ʒ/       | zh                         | zh                   | ž               | ž             | J, zh or j         | ž                       |
| რ                 | /r/       | r                          | r                    | r               | r             | r                  | r                       |
| ს                 | /s/       | s                          | s                    | s               | s             | s                  | s                       |
| ტ                 | /tʼ/      | tʼ                         | t                    | t               | t             | t                  | t̆                       |
| ჳ                 | /w/       |                            |                      | w               | w             |                    | ŭ                       |
| უ                 | /u/       | u                          | u                    | u               | u             | u                  | u                       |
| ფ                 | /pʰ/      | p                          | p'                   | p̕               | p'            | p or f             | p                       |
| ქ                 | /kʰ/      | k                          | k'                   | k̕               | k'            | q or k             | q or k                  |
| ღ                 | /ʁ/       | gh                         | gh                   | ḡ               | ġ             | g, gh or R         | g, gh or R              |
| ყ                 | /qʼ/      | qʼ                         | q                    | q               | q             | y                  | q                       |
| შ                 | /ʃ/       | sh                         | sh                   | š               | š             | sh or S            | š                       |
| ჩ                 | /t͡ʃ(ʰ)/   | ch                         | ch'                  | č̕               | č'            | ch or C            | č                       |
| ც                 | /t͡s(ʰ)/   | ts                         | ts'                  | c̕               | c'            | c or ts            | c                       |
| ძ                 | /d͡z/      | dz                         | dz                   | j               | ż             | dz or Z            | ʒ                       |
| წ                 | /t͡sʼ/     | tsʼ                        | ts                   | c               | c             | w, c or ts         | ʃ                       |
| ჭ                 | /t͡ʃʼ/     | chʼ                        | ch                   | č               | č             | W, ch or tch       | ʃ̌                       |
| ხ                 | /χ/       | kh                         | kh                   | x               | x             | x or kh (rarely)   | x                       |
| ჴ                 | /q/, /qʰ/ |                            | q'                   | ẖ               | x̣             |                    | q̌                       |
| ჯ                 | /d͡ʒ/      | j                          | j                    | ǰ               | j             | j                  | -                       |
| ჰ                 | /h/       | h                          | h                    | h               | h             | h                  | h                       |
| ჵ                 | /oː/      |                            |                      | ō               | ō             |                    | ȯ                       |